# 40764 Жерардізе
40764 Жерардізе (40764 Gerhardiser) — астероїд головного поясу, відкритий 13 жовтня 1999 року.
Тіссеранів параметр щодо Юпітера — 3,217.